# ده نو (علي جمال)
ده نو (بالفارسية: دهنو) هي مستوطنة تقع في إيران في قسم علي جمال الريفي. يقدر عدد سكانها بـ 17 نسمة .